# Olympische Sommerspiele 1960/Teilnehmer (Polen)
| Gelbes Symbol für Goldmedaillen mit stilisierten Olympischen Ringen | Graues Symbol für Silbermedaillen mit stilisierten Olympischen Ringen | Braundes Symbol für Bronzemedaillen mit stilisierten Olympischen Ringen |
| ------------------------------------------------------------------- | --------------------------------------------------------------------- | ----------------------------------------------------------------------- |
| 4                                                                   | 6                                                                     | 11                                                                      |

Polen nahm an den Olympischen Sommerspielen 1960 in Rom mit einer Delegation von 185 Athleten (156 Männer und 29 Frauen) an 108 Wettkämpfen in 17 Sportarten teil. 
Die polnischen Sportler gewannen vier Gold-, sechs Silber- und elf Bronzemedaillen, womit Polen den neunten Platz im Medaillenspiegel belegte. Olympiasieger wurden die Leichtathleten Zdzisław Krzyszkowiak über 3000 Meter Hindernis und Józef Szmidt im Dreisprung sowie der Boxer Kazimierz Paździor im Leichtgewicht und der Gewichtheber Ireneusz Paliński im Halbschwergewicht. Fahnenträger bei der Eröffnungsfeier war der Ruderer Teodor Kocerka.

## Teilnehmer nach Sportarten

### Basketball
- 7. Platz
Mieczysław Łopatka
Janusz Wichowski
Dariusz Świerczewski
Krzysztof Sitkowski
Andrzej Pstrokoński
Bogdan Przywarski
Jerzy Piskun
Tadeusz Pacuła
Ryszard Olszewski
Andrzej Nartowski
Jerzy Młynarczyk
Zbigniew Dregier

### Boxen
- Henryk Kukier
Fliegengewicht: in der 1. Runde ausgeschieden

- Brunon Bendig
Bantamgewicht: Bronze

- Jerzy Adamski
Federgewicht: Silber

- Kazimierz Paździor
Leichtgewicht: Gold

- Marian Kasprzyk
Halbweltergewicht: Bronze

- Leszek Drogosz
Weltergewicht: Bronze

- Henryk Dampc
Halbmittelgewicht: im Viertelfinale ausgeschieden

- Tadeusz Walasek
Mittelgewicht: Silber

- Zbigniew Pietrzykowski
Halbschwergewicht: Silber

- Władysław Jędrzejewski
Schwergewicht: im Achtelfinale ausgeschieden

### Fechten
Männer
- Witold Woyda
Florett: 4. Platz
Florett Mannschaft: 5. Platz

- Janusz Różycki
Florett: im Halbfinale ausgeschieden
Florett Mannschaft: 5. Platz

- Ryszard Parulski
Florett: im Halbfinale ausgeschieden
Florett Mannschaft: 5. Platz

- Egon Franke
Florett Mannschaft: 5. Platz

- Ryszard Kunze
Florett Mannschaft: 5. Platz

- Janusz Kurczab
Degen: im Viertelfinale ausgeschieden
Degen Mannschaft: 9. Platz

- Bogdan Gonsior
Degen: im Viertelfinale ausgeschieden
Degen Mannschaft: 9. Platz

- Wiesław Glos
Degen: im Viertelfinale ausgeschieden
Degen Mannschaft: 9. Platz

- Andrzej Kryński
Degen Mannschaft: 9. Platz

- Jerzy Strzałka
Degen Mannschaft: 9. Platz

- Wojciech Zabłocki
Säbel: 5. Platz
Säbel Mannschaft: Silber

- Jerzy Pawłowski
Säbel: 6. Platz
Säbel Mannschaft: Silber

- Ryszard Zub
Säbel: im Viertelfinale ausgeschieden
Säbel Mannschaft: Silber

- Andrzej Piątkowski
Säbel Mannschaft: Silber

- Marek Kuszewski
Säbel Mannschaft: Silber

- Emil Ochyra
Säbel Mannschaft: Silber

Frauen
- Elżbieta Pawlas
Florett: 6. Platz
Florett Mannschaft: 5. Platz

- Sylwia Julito
Florett: im Viertelfinale ausgeschieden
Florett Mannschaft: 5. Platz

- Wanda Fukała-Kaczmarczyk
Florett: in der 1. Runde ausgeschieden
Florett Mannschaft: 5. Platz

- Genowefa Migas-Stawarz
Florett Mannschaft: 5. Platz

- Barbara Orzechowska-Ryszel
Florett Mannschaft: 5. Platz

### Fußball
- in der Gruppenphase ausgeschieden
Edmund Zientara
Jerzy Jan Woźniak
Edward Szymkowiak
Henryk Szczepański
Marceli Strzykalski
Tomasz Stefaniszyn
Ernst Pohl
Hubert Pala
Roman Lentner
Stanisław Hachorek
Ryszard Grzegorczyk
Zygmunt Gadecki
Lucjan Brychczy

### Gewichtheben
- Marian Jankowski
Bantamgewicht: 5. Platz

- Marian Zieliński
Leichtgewicht: 4. Platz

- Waldemar Baszanowski
Leichtgewicht: 5. Platz

- Krzysztof Beck
Mittelgewicht: 5. Platz

- Ireneusz Paliński
Halbschwergewicht: Gold

- Jan Bochenek
Halbschwergewicht: Bronze

- Czesław Białas
Mittelschwergewicht: 7. Platz

### Fußball
- 12. Platz
Zdzisław Wojdylak
Leon Wiśniewski
Władysław Śmigielski
Włodzimierz Różański
Roman Micał
Ryszard Marzec
Narcyz Maciaszczyk
Czesław Kubiak
Jan Górny
Jan Flinik
Henryk Flinik
Alfons Flinik
Kazimierz Dąbrowski

### Kanu
Männer
- Ryszard Skwarski
Einer-Kajak 1000 m: im Halbfinale ausgeschieden
4-mal-500-Meter-Kajak-Staffel: 4. Platz

- Stefan Kapłaniak
Zweier-Kajak 1000 m: Bronze 
4-mal-500-Meter-Kajak-Staffel: 4. Platz

- Władysław Zieliński
Zweier-Kajak 1000 m: Bronze 
4-mal-500-Meter-Kajak-Staffel: 4. Platz

- Ryszard Marchlik
4-mal-500-Meter-Kajak-Staffel: 4. Platz

Frauen
- Daniela Walkowiak
Einer-Kajak 500 m: Bronze 
Zweier-Kajak 500 m: 4. Platz

- Janina Mendalska
Zweier-Kajak 500 m: 4. Platz

### Leichtathletik
Männer
- Marian Foik
100 m: im Halbfinale ausgeschieden
200 m: 4. Platz
4-mal-100-Meter-Staffel: im Vorlauf ausgeschieden

- Jerzy Kowalski
400 m: im Viertelfinale ausgeschieden
4-mal-400-Meter-Staffel: im Halbfinale ausgeschieden

- Stanisław Swatowski
400 m: im Viertelfinale ausgeschieden
4-mal-400-Meter-Staffel: im Halbfinale ausgeschieden

- Zbigniew Makomaski
800 m: im Viertelfinale ausgeschieden

- Stefan Lewandowski
800 m: im Vorlauf ausgeschieden
1500 m: im Vorlauf ausgeschieden

- Zbigniew Orywał
800 m: im Vorlauf ausgeschieden
1500 m: im Vorlauf ausgeschieden

- Kazimierz Zimny
5000 m: Bronze 
10.000 m: im Vorlauf ausgeschieden

- Marian Jochman
5000 m: im Vorlauf ausgeschieden

- Zdzisław Krzyszkowiak
10.000 m: 7. Platz
3000 m Hindernis: Gold

- Stanisław Ożóg
10.000 m: 18. Platz

- Roman Muzyk
110 m Hürden: im Viertelfinale ausgeschieden

- Wiesław Król
400 m Hürden: im Vorlauf ausgeschieden

- Zdzisław Kumiszcze
400 m Hürden: im Vorlauf ausgeschieden

- Jerzy Chromik
3000 m Hindernis: im Vorlauf ausgeschieden

- Jan Jarzembowski
4-mal-100-Meter-Staffel: im Vorlauf ausgeschieden

- Józef Szmidt
Dreisprung: Gold 
4-mal-100-Meter-Staffel: im Vorlauf ausgeschieden

- Jerzy Juskowiak
4-mal-100-Meter-Staffel: im Vorlauf ausgeschieden

- Edward Bożek
4-mal-400-Meter-Staffel: im Halbfinale ausgeschieden

- Bogusław Gierajewski
4-mal-400-Meter-Staffel: im Halbfinale ausgeschieden

- Piotr Sobotta
Hochsprung: 15. Platz

- Andrzej Krzesiński
Stabhochsprung: 12. Platz

- Janusz Gronowski
Stabhochsprung: 18. Platz

- Kazimierz Kropidłowski
Weitsprung: 16. Platz

- Ryszard Malcherczyk
Dreisprung: 6. Platz

- Jan Jaskólski
Dreisprung: 16. Platz

- Alfred Sosgórnik
Kugelstoßen: 6. Platz

- Eugeniusz Kwiatkowski
Kugelstoßen: 16. Platz

- Edmund Piątkowski
Diskuswurf: 5. Platz

- Zenon Begier
Diskuswurf: 14. Platz

- Tadeusz Rut
Hammerwurf: Bronze

- Olgierd Ciepły
Hammerwurf: 5. Platz

- Zbigniew Radziwonowicz
Speerwurf: 7. Platz

- Janusz Sidło
Speerwurf: 8. Platz

Frauen
- Halina Herrmann
100 m: im Halbfinale ausgeschieden
200 m: im Vorlauf ausgeschieden
4-mal-100-Meter-Staffel: Bronze

- Teresa Ciepły
100 m: im Halbfinale ausgeschieden
80 m Hürden: im Halbfinale ausgeschieden
4-mal-100-Meter-Staffel: Bronze

- Barbara Sobotta
200 m: 5. Platz
4-mal-100-Meter-Staffel: Bronze

- Celina Jesionowska
200 m: im Halbfinale ausgeschieden
4-mal-100-Meter-Staffel: Bronze

- Beata Żbikowska
800 m: 8. Platz

- Krystyna Nowakowska
800 m: im Vorlauf ausgeschieden

- Zofia Walasek
800 m: im Vorlauf ausgeschieden

- Barbara Sosgórnik
80 m Hürden: im Halbfinale ausgeschieden

- Jarosława Bieda
Hochsprung: Silber

- Elżbieta Krzesińska
Weitsprung: Silber

- Maria Piątkowska
Weitsprung: 11. Platz

- Maria Kusion
Weitsprung: 13. Platz

- Jadwiga Klimaj
Kugelstoßen: 10. Platz

- Eugenia Rusin
Kugelstoßen: 11. Platz

- Kazimiera Rykowska
Diskuswurf: 13. Platz

- Urszula Figwer
Speerwurf: 5. Platz

### Moderner Fünfkampf
- Stanisław Przybylski
Einzel: 7. Platz
Mannschaft: 5. Platz

- Kazimierz Paszkiewicz
Einzel: 14. Platz
Mannschaft: 5. Platz

- Kazimierz Mazur
Einzel: 20. Platz
Mannschaft: 5. Platz

### Radsport
- Stanisław Gazda
Straßenrennen: 6. Platz

- Bogusław Fornalczyk
Straßenrennen: 11. Platz
Mannschaftszeitfahren: 10. Platz

- Jan Chtiej
Straßenrennen: 54. Platz
Mannschaftszeitfahren: 10. Platz

- Wiesław Podobas
Straßenrennen: Rennen nicht beendet
Mannschaftszeitfahren: 10. Platz

- Mieczysław Wilczewski
Mannschaftszeitfahren: 10. Platz

### Reiten
- Marek Roszczynialski
Vielseitigkeit: 8. Platz
Vielseitigkeit Mannschaft: ausgeschieden

- Andrzej Orłoś
Vielseitigkeit: ausgeschieden
Vielseitigkeit Mannschaft: ausgeschieden

- Andrzej Kobyliński
Vielseitigkeit: ausgeschieden
Vielseitigkeit Mannschaft: ausgeschieden

- Marian Babirecki
Vielseitigkeit: ausgeschieden
Vielseitigkeit Mannschaft: ausgeschieden

### Ringen
- Stefan Hajduk
Fliegengewicht, griechisch-römisch: 10. Platz

- Bernard Knitter
Bantamgewicht, griechisch-römisch: 8. Platz

- Kazimierz Macioch
Federgewicht, griechisch-römisch: 19. Platz

- Ernest Gondzik
Leichtgewicht, griechisch-römisch: 5. Platz

- Edward Żuławnik
Weltergewicht, griechisch-römisch: 25. Platz

- Bolesław Dubicki
Mittelgewicht, griechisch-römisch: 5. Platz

- Włodzimierz Smoliński
Halbschwergewicht, griechisch-römisch: 11. Platz

- Lucjan Sosnowski
Schwergewicht, griechisch-römisch: 5. Platz
Schwergewicht, Freistil: 10. Platz

- Lesław Kropp
Fliegengewicht, Freistil: 11. Platz

- Tadeusz Trojanowski
Bantamgewicht, Freistil: Bronze

- Jan Żurawski
Federgewicht, Freistil: 12. Platz

- Jan Kuczyński
Leichtgewicht, Freistil: 20. Platz

### Rudern
- Teodor Kocerka
Einer: Bronze

- Antoni Rosołowicz
Vierer ohne Steuermann: im Halbfinale ausgeschieden

- Bogdan Poniatowski
Vierer ohne Steuermann: im Halbfinale ausgeschieden

- Kazimierz Neumann
Vierer ohne Steuermann: im Halbfinale ausgeschieden

- Benedykt Augustyniak
Vierer ohne Steuermann: im Halbfinale ausgeschieden

### Schießen
- Czesław Zając
Schnellfeuerpistole 25 m: 7. Platz

- Stanisław Romik
Freie Pistole 50 m: 5. Platz

- Andrzej Tomza
Freie Pistole 50 m: 28. Platz

- Stefan Masztak
Freies Gewehr Dreistellungskampf 300 m: 13. Platz

- Henryk Górski
Freies Gewehr Dreistellungskampf 300 m: 17. Platz
Kleinkalibergewehr Dreistellungskampf 50 m: 19. Platz
Kleinkalibergewehr liegend 50 m: 13. Platz

- Jerzy Nowicki
Kleinkalibergewehr Dreistellungskampf 50 m: 5. Platz
Kleinkalibergewehr liegend 50 m: 26. Platz

- Adam Smelczyński
Trap: 7. Platz

### Schwimmen
Männer
- Andrzej Salamon
100 m Freistil: im Halbfinale ausgeschieden
4-mal-200-Meter-Freistil-Staffel: im Vorlauf ausgeschieden

- Bernard Aluchna
100 m Freistil: im Halbfinale ausgeschieden
4-mal-200-Meter-Freistil-Staffel: im Vorlauf ausgeschieden

- Jerzy Tracz
400 m Freistil: im Vorlauf ausgeschieden
4-mal-200-Meter-Freistil-Staffel: im Vorlauf ausgeschieden

- Jan Lutomski
400 m Freistil: im Vorlauf ausgeschieden
4-mal-200-Meter-Freistil-Staffel: im Vorlauf ausgeschieden

- Andrzej Kłopotowski
200 m Brust: 7. Platz

### Turnen
Männer
- Andrzej Konopka
Einzelmehrkampf: 46. Platz
Boden: 26. Platz
Pferdsprung: 93. Platz
Barren: 46. Platz
Reck: 38. Platz
Ringe: 43. Platz
Seitpferd: 62. Platz
Mannschaftsmehrkampf: 10. Platz

- Alfred Kucharczyk
Einzelmehrkampf: 56. Platz
Boden: 19. Platz
Pferdsprung: 58. Platz
Barren: 52. Platz
Reck: 56. Platz
Ringe: 88. Platz
Seitpferd: 62. Platz
Mannschaftsmehrkampf: 10. Platz

- Ernest Hawełek
Einzelmehrkampf: 60. Platz
Boden: 66. Platz
Pferdsprung: 52. Platz
Barren: 78. Platz
Reck: 38. Platz
Ringe: 55. Platz
Seitpferd: 62. Platz
Mannschaftsmehrkampf: 10. Platz

- Jerzy Jokiel
Einzelmehrkampf: 61. Platz
Boden: 10. Platz
Pferdsprung: 52. Platz
Barren: 60. Platz
Reck: 84. Platz
Ringe: 73. Platz
Seitpferd: 73. Platz
Mannschaftsmehrkampf: 10. Platz

- Józef Rajnisz
Einzelmehrkampf: 72. Platz
Boden: 92. Platz
Pferdsprung: 73. Platz
Barren: 99. Platz
Reck: 65. Platz
Ringe: 30. Platz
Seitpferd: 33. Platz
Mannschaftsmehrkampf: 10. Platz

- Aleksander Rokosa
Einzelmehrkampf: 74. Platz
Boden: 52. Platz
Pferdsprung: 112. Platz
Barren: 35. Platz
Reck: 93. Platz
Ringe: 36. Platz
Seitpferd: 80. Platz
Mannschaftsmehrkampf: 10. Platz

Frauen
- Natalia Kot
Einzelmehrkampf: 12. Platz
Boden: 12. Platz
Pferdsprung: 13. Platz
Stufenbarren: 9. Platz
Schwebebalken: 21. Platz
Mannschaftsmehrkampf: 5. Platz

- Danuta Nowak-Stachow
Einzelmehrkampf: 17. Platz
Boden: 12. Platz
Pferdsprung: 29. Platz
Stufenbarren: 33. Platz
Schwebebalken: 32. Platz
Mannschaftsmehrkampf: 5. Platz

- Barbara Eustachiewicz
Einzelmehrkampf: 24. Platz
Boden: 33. Platz
Pferdsprung: 36. Platz
Stufenbarren: 37. Platz
Schwebebalken: 28. Platz
Mannschaftsmehrkampf: 5. Platz

- Eryka Mondry-Kost
Einzelmehrkampf: 32. Platz
Boden: 35. Platz
Pferdsprung: 54. Platz
Stufenbarren: 47. Platz
Schwebebalken: 26. Platz
Mannschaftsmehrkampf: 5. Platz

- Gizela Niedurny
Einzelmehrkampf: 37. Platz
Boden: 20. Platz
Pferdsprung: 44. Platz
Stufenbarren: 11. Platz
Schwebebalken: 75. Platz
Mannschaftsmehrkampf: 5. Platz

- Brygida Dziuba
Einzelmehrkampf: 52. Platz
Boden: 21. Platz
Pferdsprung: 40. Platz
Stufenbarren: 62. Platz
Schwebebalken: 61. Platz
Mannschaftsmehrkampf: 5. Platz

### Wasserspringen
Männer
- Jerzy Kowalewski
3 m Kunstspringen: 25. Platz
10 m Turmspringen: 15. Platz